# Jankowice (wieś w powiecie kutnowskim)
Jankowice – wieś w Polsce położona w województwie łódzkim, w powiecie kutnowskim, w gminie Krośniewice.
W latach 1975–1998 miejscowość należała administracyjnie do województwa płockiego.